# Ginie (Ermland-Mazurië)
Ginie (Duits: Gingen) is een plaats in het Poolse district  Ełcki, woiwodschap Ermland-Mazurië. De plaats maakt deel uit van de gemeente Kalinowo en telt 80 inwoners.